# Morten Bruun
Morten Bruun (ur. 28 czerwca 1965 w Aabenraa) – były duński piłkarz grający na pozycji obrońcy lub defensywnego pomocnika, a po zakończeniu kariery trener piłkarski.

## Kariera zawodnicza
Całą swoją karierę spędził w jednym klubie – Silkeborg IF, w latach 1988–2001 zaliczył 424 występy w lidze, strzelił 35 bramek. W 1994 roku zdobył mistrzostwo Superligaen, a w 2001 – Puchar Kraju.
Znalazł się w kadrze reprezentacji Danii na EURO 1992 i został mistrzem Europy. Łącznie zaliczył 11 występów w kadrze.

## Kariera trenerska
W sezonie 2001/2002 trenował Silkeborg IF, a w 2005/2006 – SønderjyskE Fodbold.